# Vicepresidente del Parlamento europeo
Il vicepresidente del Parlamento europeo è una carica istituzionale del Parlamento europeo, che ha la funzione di presiere le sedute parlamentari in assenza del presidente del Parlamento europeo.

## Ruolo
I quattordici vicepresidenti sostituiscono il presidente nell'esercizio delle sue funzioni quando necessario, compresa la presidenza delle riunioni plenarie. Sono anche membri dell'Ufficio di presidenza del Parlamento europeo. L'ufficio è l'organo che stabilisce le regole del Parlamento. L'Ufficio di presidenza prepara il progetto preliminare di bilancio del Parlamento e decide gli aspetti relativi all'amministrazione, al personale e all'organizzazione del Parlamento.

## Elezione
I 14 vicepresidenti vengono eletti dopo il presidente a scrutinio segreto. Ogni membro può votare per diversi candidati. Quest'ultimo deve ottenere la maggioranza assoluta dei voti espressi. Un secondo round si verifica se le 14 posizioni non vengono completate alla fine del primo round. Un terzo turno può essere organizzato se le posizioni sono ancora vacanti e, in questo caso, l'elezione avviene a maggioranza semplice.
In ciascuna legislatura, i vicepresidenti sono eletti per metà mandato (due anni e mezzo).

## Vicepresidenti attuali
| Ord. prec. | Nome                  | Gruppo    | Nazione    | Data elezione  | Voti         |
| ---------- | --------------------- | --------- | ---------- | -------------- | ------------ |
| 1          | Sabine Verheyen       | PPE       | Germania   | 16 luglio 2024 | 604 1º turno |
| 2          | Ewa Kopacz            | PPE       | Polonia    | 16 luglio 2024 | 572 1º turno |
| 3          | Esteban González Pons | PPE       | Spagna     | 16 luglio 2024 | 478 1º turno |
| 4          | Katarina Barley       | S&D       | Germania   | 16 luglio 2024 | 450 1º turno |
| 5          | Pina Picierno         | S&D       | Italia     | 16 luglio 2024 | 405 2º turno |
| 6          | Victor Negrescu       | S&D       | Romania    | 16 luglio 2024 | 394 1º turno |
| 7          | Martin Hojsík         | RE        | Slovacchia | 16 luglio 2024 | 393 1º turno |
| 8          | Christel Schaldemose  | S&D       | Danimarca  | 16 luglio 2024 | 378 1º turno |
| 9          | Javi López            | S&D       | Spagna     | 16 luglio 2024 | 377 1º turno |
| 10         | Sophie Wilmès         | RE        | Belgio     | 16 luglio 2024 | 371 1º turno |
| 11         | Nicolae Ștefănuță     | Verdi/ALE | Romania    | 16 luglio 2024 | 347 1º turno |
| 12         | Roberts Zīle          | ECR       | Lettonia   | 16 luglio 2024 | 490 2º turno |
| 13         | Antonella Sberna      | ECR       | Italia     | 16 luglio 2024 | 314 2º turno |
| 14         | Younous Omarjee       | GUE/NGL   | Francia    | 16 luglio 2024 | 311 3º turno |

## VII legislatura
Dal 14 luglio 2009 al 17 gennaio 2012
Eletti in ordine di precedenza;
|    | Membri                         | Gruppo       | Stato       |
| -- | ------------------------------ | ------------ | ----------- |
| 1  | Gianni Pittella                | S&D          | Italia      |
| 2  | Ródi Krátsa-Tsagaropoúlou      | PPE          | Grecia      |
| 3  | Stauros Lamprinidīs            | S&D          | Grecia      |
| 4  | Miguel Ángel Martínez Martínez | S&D          | Spagna      |
| 5  | Alejo Vidal-Quadras Roca       | PPE          | Spagna      |
| 6  | Dagmar Roth-Behrendt           | S&D          | Germania    |
| 7  | Libor Rouček                   | S&D          | Rep. Ceca   |
| 8  | Isabelle Durant                | Verdi/ALE    | Belgio      |
| 9  | Roberta Angelilli              | PPE          | Italia      |
| 10 | Diana Wallis                   | ALDE         | Regno Unito |
| 11 | Pál Schmitt                    | PPE          | Ungheria    |
| 12 | Edward McMillan-Scott          | Non iscritto | Regno Unito |
| 13 | Rainer Wieland                 | PPE          | Germania    |
| 14 | Silvana Koch-Mehrin            | PPE          | Germania    |

Michal Tomasz Kaminski (ECR, Polonia) non è stato eletto.
dal 17 gennaio 2012 al 1º luglio 2014
Eletti in ordine di precedenza;
|    | Membri                         | Gruppo    | Stato       | Voti |
| -- | ------------------------------ | --------- | ----------- | ---- |
| 1  | Gianni Pittella                | S&D       | Italia      | 319  |
| 2  | Miguel Ángel Martínez Martínez | S&D       | Spagna      | 295  |
| 3  | Anni Podimata                  | S&D       | Grecia      | 281  |
| 4  | Alejo Vidal-Quadras Roca       | PPE       | Spagna      | 269  |
| 5  | Georgios Papastamkos           | PPE       | Grecia      | 248  |
| 6  | Roberta Angelilli              | PPE       | Italia      | 246  |
| 7  | Othmar Karas                   | PPE       | Austria     | 244  |
| 8  | Edward McMillan-Scott          | ALDE      | Regno Unito | 239  |
| 9  | Isabelle Durant                | Verdi/ALE | Belgio      | 238  |
| 10 | Alexander Alvaro               | ALDE      | Germania    | 235  |
| 11 | Rainer Wieland                 | PPE       | Germania    | 230  |
| 12 | Oldrich Vlasák                 | ECR       | Rep. Ceca   | 223  |
| 13 | Jacek Protasiewicz             | PPE       | Polonia     | 206  |
| 14 | László Surján                  | PPE       | Ungheria    | 188  |

## VIII legislatura
Dal 1º luglio 2014 al 18 gennaio 2017
Eletti in ordine di precedenza;
|    | Membri                    | Gruppo    | Stato     | Voti    |
| -- | ------------------------- | --------- | --------- | ------- |
| 1  | Antonio Tajani            | PPE       | Italia    | 452, 1° |
| 2  | Mairead McGuinness        | PPE       | Irlanda   | 441, 1° |
| 3  | Rainer Wieland            | PPE       | Germania  | 437, 1° |
| 4  | Ramón Luis Valcárcel      | PPE       | Spagna    | 406, 1° |
| 5  | Ildikó Gáll-Pelcz         | PPE       | Ungheria  | 400, 1° |
| 6  | Adina-Ioana Vălean        | PPE       | Romania   | 394, 1° |
| 7  | Corina Crețu              | S&D       | Romania   | 406, 2° |
| 8  | Sylvie Guillaume          | S&D       | Francia   | 406, 2° |
| 9  | David Sassoli             | S&D       | Italia    | 394, 2° |
| 10 | Olli Rehn                 | ALDE      | Finlandia | 377, 3° |
| 11 | Alexander Graf Lambsdorff | ALDE      | Germania  | 365, 3° |
| 12 | Ulrike Lunacek            | Verdi/ALE | Austria   | 319, 3° |
| 13 | Dimitrios Papadimoulis    | GUE/NGL   | Grecia    | 302, 3° |
| 14 | Ryszard Czarnecki         | ECR       | Polonia   | 284, 3° |

dal 18 gennaio 2017 al 3 luglio 2019
Eletti in ordine di precedenza;
|    | Membri                    | Gruppo    | Stato     | Voti     |
| -- | ------------------------- | --------- | --------- | -------- |
| 1  | Mairead McGuinness        | PPE       | Irlanda   | 466, 1°  |
| 2  | Bogusław Liberadzki       | S&D       | Polonia   | 378, 1°  |
| 3  | David Sassoli             | S&D       | Italia    | 377, 1°  |
| 4  | Rainer Wieland            | PPE       | Germania  | 336, 1°  |
| 5  | Sylvie Guillaume          | S&D       | Francia   | 335, 1°  |
| 6  | Ryszard Czarnecki         | ECR       | Polonia   | 328, 1°  |
| 7  | Ramón Luis Valcárcel      | PPE       | Spagna    | 323, 1er |
| 8  | Evelyne Gebhardt          | S&D       | Germania  | 315, 1°  |
| 9  | Pavel Telička             | ALDE      | Rep. Ceca | 313, 1°  |
| 10 | Ildikó Gáll-Pelcz         | PPE       | Ungheria  | 310, 1°  |
| 11 | Ioan Mircea Pașcu         | S&D       | Romania   | 517, 2°  |
| 12 | Dimitrios Papadimoulis    | GUE/NGL   | Grecia    | 469, 2°  |
| 13 | Ulrike Lunacek            | Verdi/ALE | Austria   | 441, 2°  |
| 14 | Alexander Graf Lambsdorff | ALDE      | Germania  | 393, 2°  |

Il 15 novembre 2017, sono stati eletti due nuovi vicepresidenti:
- Fabio Massimo Castaldo, eurodeputato italiano (Movimento 5 Stelle) e membro del gruppo EFDD, è stato eletto Vicepresidente del Parlamento europeo. Recupera il seggio vacante lasciato da Alexander Graf Lambsdorff, che si è dimesso il 23 ottobre 2017,[4] ottenendo 325 voti contro 238 per l'eurodeputata tedesca Gesine Meissner (ALDE).[5]
- Lívia Járóka, eurodeputata ungherese (Fidesz) dal 2004 al 2014 e da settembre 2017 e membro del gruppo PPE, sostituisce Ildikó Gáll-Pelcz, anche'sso proveniente dallo stesso schieramento politico. È stata eletta con 290 voti a suo favore.[6]

Il 1º marzo 2018, è stato eletto un nuovo vicepresidente:
- Zdzisław Krasnodębski, eurodeputato polacco (Diritto e Giustizia) e membro del gruppo ECR, è eletto vicepresidente in sostituzione di Ryszard Czarnecki, dopo che questi era stato rimosso dalla carica per aver confrontato la sua collega eurodeputata Róża Thun ad un "shmaltsovnik" (termine polacco che si riferisce ad una persona che ricattava gli ebrei e i polacchi che proteggevano questi durante l'occupazione nazista). La proposta di porre fine al suo mandato è stata richiesta con una maggioranza di due terzi dei voti espressi che rappresenta la maggioranza dei deputati europei. Essa è stata adottata da 447 voti a favore e 196 voti contro.[7].[8]

## IX legislatura
Dal 3 luglio 2019 al 18 gennaio 2022
Eletti in ordine di precedenza;
|    | Membri                 | Gruppo    | Stato      | Voti         |
| -- | ---------------------- | --------- | ---------- | ------------ |
| 1  | Mairead McGuinness     | PPE       | Irlanda    | 618 1º turno |
| 2  | Pedro Silva Pereira    | S&D       | Portogallo | 556 1º turno |
| 3  | Rainer Wieland         | PPE       | Germania   | 516 1º turno |
| 4  | Katarina Barley        | S&D       | Germania   | 516 1º turno |
| 5  | Othmar Karas           | PPE       | Austria    | 477 1º turno |
| 6  | Ewa Kopacz             | PPE       | Polonia    | 461 1º turno |
| 7  | Klara Dobrev           | S&D       | Ungheria   | 402 1º turno |
| 8  | Dita Charanzová        | RE        | Rep. Ceca  | 395 1º turno |
| 9  | Nicola Beer            | RE        | Germania   | 363 1º turno |
| 10 | Lívia Járóka           | PPE       | Ungheria   | 349 1º turno |
| 11 | Heidi Hautala          | Verdi/ALE | Finlandia  | 336 1º turno |
| 12 | Marcel Kolaja          | Verdi/ALE | Rep. Ceca  | 426 2º turno |
| 13 | Dimitrios Papadimoulis | GUE/NGL   | Grecia     | 401 2º turno |
| 14 | Fabio Massimo Castaldo | NI        | Italia     | 248 3º turno |

Dal 18 gennaio 2022 al 15 luglio 2024
Eletto in ordine di precedenza;
|    | Membri                 | Gruppo    | Stato      | Voti         |
| -- | ---------------------- | --------- | ---------- | ------------ |
| 1  | Othmar Karas           | PPE       | Austria    | 536 1º turno |
| 2  | Pina Picierno          | S&D       | Italia     | 527 1º turno |
| 3  | Pedro Silva Pereira    | S&D       | Portogallo | 517 1º turno |
| 4  | Ewa Kopacz             | PPE       | Polonia    | 516 1º turno |
| 5  | Eva Kailī              | S&D       | Grecia     | 454 1º turno |
| 6  | Evelyn Regner          | S&D       | Austria    | 434 1º turno |
| 7  | Rainer Wieland         | PPE       | Germania   | 432 1º turno |
| 8  | Katarina Barley        | S&D       | Germania   | 426 1º turno |
| 9  | Dita Charanzová        | RE        | Rep. Ceca  | 406 1º turno |
| 10 | Michal Šimečka         | RE        | Slovacchia | 494 2º turno |
| 11 | Nicola Beer            | RE        | Germania   | 410 2º turno |
| 12 | Roberts Zīle           | ECR       | Lettonia   | 403 2º turno |
| 13 | Dimitrios Papadimoulis | GUE/NGL   | Grecia     | 492 3º turno |
| 14 | Heidi Hautala          | Verdi/ALE | Finlandia  | 384 3º turno |